# McKinley Belcher III
McKinley Belcher III, född 23 mars 1984, är en amerikansk skådespelare.
Belcher III har bland annat medverkat i TV-serierna Eric, One Piece och We Own This City.

## Filmografi (i urval)
- 2022 – We Own This City (TV-serie)
- 2023 – One Piece (TV-serie)
- 2024 – Eric (TV-serie)
- 2025 – Zero Day (TV-serie)